# Reza Pahlavi

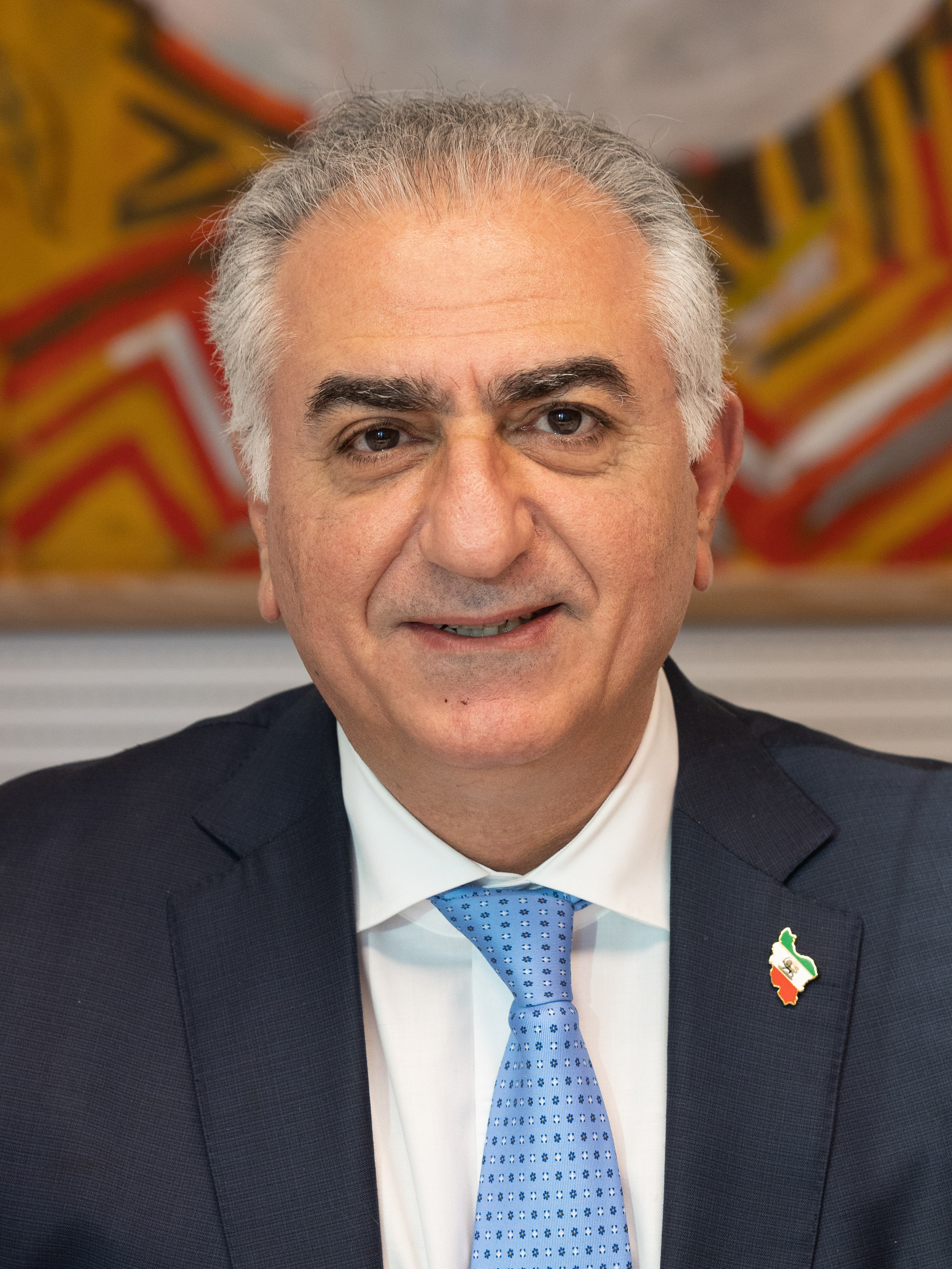
Reza Pahlavi (2023)

Die Standarte des iranischen Kronprinzen

Reza Pahlavi (* 31. Oktober 1960 in Teheran, persisch رضا پهلوی Reza Pahlawi), später Reza Pahlavi II., ist der älteste Sohn des ehemaligen Schahs von Iran (Schah von Persien), Mohammad Reza Pahlavi, und der ehemaligen Kaiserin Farah Pahlavi. Er war der designierte Kronprinz (persisch Schahzade).
Reza Pahlavi ist der Enkelsohn von Reza Schah Pahlavi, dem Begründer der Pahlavi-Dynastie. Nach dem Verlust des Pfauenthrons während der sogenannten Islamischen Revolution im Jahre 1979 blieb Reza Pahlavi II., der bereits zuvor im Rahmen seiner Ausbildung Iran verlassen hatte, außerhalb seiner Heimat. Nach Aufenthalten in den USA sowie in Marokko und Ägypten lebt er seit 1984 erneut in den Vereinigten Staaten von Amerika – in Great Falls (Virginia) und Washington.

## Ausbildung
Reza Pahlavi II. verließ Iran im Sommer 1978, um seine Ausbildung in den USA fortzusetzen. Nach der Ausbildung als Kampf-Jet-Pilot an der Reese Air Force Base in Lubbock (Texas), und dem Besuch des Williams College in Williamstown (Massachusetts), absolvierte er das Studium im Bereich Politikwissenschaft an der University of Southern California.

## Tod des Vaters
Nach dem Tod seines Vaters Mohammad Reza Pahlavi wäre Reza Pahlavi am 31. Oktober 1980, mit seinem 20. Geburtstag, nach der nicht mehr geltenden iranischen Verfassung Nachfolger seines Vaters geworden. Aus diesem Anlass hielt er in Kairo eine Rede an die iranische Nation.

## Familie
Er ist seit 1986 verheiratet mit Yasmine Pahlavi, geborene Etemad-Amini (* 1968). Er hat mit seiner Frau drei Töchter und lebt heute, wie viele andere Exil-Iraner auch, in Maryland (USA).

## Politische Aktivitäten
Pahlavi äußert sich häufig zur Situation in seinem Heimatland und kritisiert dabei das derzeitige Regime deutlich. Unter Exiliranern ist seine Position umstritten. Während die Anhänger der Monarchie ihn als Hoffnungsträger sehen, halten ihn viele andere Gruppen für politisch irrelevant. Pahlavi behauptet, über große Unterstützung auch innerhalb Irans zu verfügen, was jedoch von unabhängigen Experten bezweifelt wird.
Anlässlich der Proteste Frau, Leben, Freiheit im Herbst 2022 in Iran distanzierte sich Pahlavi von diesen demokratischen Bestrebungen und setzte auf das Gegen-Motto seiner Anhänger „Mann, Heimat, Entwicklung“.
Zu Besuch in Israel
Am 18. April 2023 besuchte Reza Pahlavi Israel und betete an der Klagemauer. Er bekundete Freundschaft zum jüdischen Staat, distanzierte sich vom iranischen Regime und ehrte die Holocaust-Opfer. Pahlavi sprach sich für eine säkulare Demokratie in Iran aus, die Freiheit, Menschenrechte und den Einsatz moderner Technologien – etwa gegen die Wasserkrise – fördert.
2023 unterzeichneten in wenigen Tagen mehr als 300.000 Auslands-Iraner eine Onlinepetition, die Pahlavi die Vollmacht übertragen soll, in einer Übergangszeit bis zu einem Referendum im Namen der Opposition Irans über die Zukunft Irans zu sprechen. Pahlavi gab dazu auf Twitter an, dass er nur drei Grundsätze anerkenne und für sie kämpfe: für die territoriale Integrität Irans, für eine säkulare Demokratie auf Grundlage der Menschenrechte sowie für das Recht der Menschen, über das nächste politische System in freien Wahlen zu entscheiden. Er wolle ein demokratisches System und habe stets auf das Wiederbeleben der Monarchie in Iran verzichtet.

## Publikationen
- Winds of Change: The Future of Democracy in Iran. Regnery Publishing, 2002, ISBN 0-89526-191-X (englisch)
- Gozashteh va Ayandeh. Kayhan Publishing, 2000, ISBN 0-9538644-0-5 (persisch)
- Pour l’Iran: Entretiens avec Ahmad Ahrar. Éditions Flammarion, 2004, ISBN 2-08-068220-2 (französisch)
- mit Michel Taubmann: Iran, L’heure du choix – Entretiens avec Michel Taubmann. Éditions Denoël, 2009, ISBN 978-2-207-26103-3 (französisch)